# Kinga Paraskiewicz
Kinga Joanna Paraskiewicz (z domu Maciuszak; ur. 2 września 1966 w Krakowie) – polska orientalistka, iranistka, profesor nauk humanistycznych w dyscyplinie językoznawstwo, wykładowczyni na Uniwersytecie Jagiellońskim; zastępca dyrektora Instytutu Orientalistyki UJ (2008–2016); kierownik Zakładu Iranistyki UJ (kadencja 2017–2021 i 2021–2024). Dyrektor Instytutu Orientalistyki UJ (2020–2024).

## Życiorys
Specjalizuje się w językoznawstwie irańskim: etymologia, leksykologia i leksykografia, onomastyka, dialektologia, a także językach i literaturze starożytnego Iranu (Awesta, inskrypcje staroperskie, literatura zoroastryjska) oraz afganologii. Ukończyła iranistykę na UJ (1991). W 1999 r. obroniła pracę doktorską pt. Irańskie nomina agentis z sufiksem -tār (Wydział Filologiczny UJ; promotor: Wojciech Smoczyński). W 2008 r. uzyskała stopień doktora habilitowanego nauk humanistycznych w zakresie językoznawstwa, specjalność: filologia orientalna (monografia: Średnioperski poemat Drzewo asyryjskie i jego partyjska geneza). 1 maja 2019 została powołana na stanowisko profesora UJ. Należy do międzynarodowego towarzystwa naukowego Societas Iranologica Europaea, jest też członkiem Komisji Orientalistycznej Polskiej Akademii Nauk Oddział w Krakowie oraz członkiem Komitetu Nauk Orientalistycznych PAN (kadencja 2015–2018) i członkiem rady naukowej Austriackiej Akademii Nauk (Österreichische Akademie der Wissenschaften) (kadencja 2017–2021 i 2022–2027). W roku 2025 otrzymała tytuł naukowy profesora nauk humanistycznych w dyscyplinie językoznawstwo. 
Jest autorką przekładów z języka angielskiego: M. Scanlan, R. Cirner, Uwalnianie od złych mocy [Deliverance from evil spirits], Kraków: Wydawnictwo M 2001; R. Faricy, L. Rooney, Poznając Jezusa w świecie. Modlitwa z Teilhardem de Chardin [Knowing Jesus in the World], Kraków: Wydawnictwo M 2001; R. Faricy, Modlitwa o uzdrowienie wewnętrzne [Praying for inner healing], Kraków: Wydawnictwo M 1993.
W 2011 odznaczona srebrnym Medalem za Długoletnią Służbę.
W 2022 odznaczona złotym Medalem za Długoletnią Służbę

## Publikacje (wybór)
- 1995: Some Remarks on the Northern Iranian Dialect of the Alamut Region, „Iran. Journal of the British Institute of Persian Studies”, no XXXIII, s. 111–114.
- 2003: Persian Checkmate – ‘The King Is Oppressed’. On the Origin of the Chessmen’s Names, „Studia Etymologica Cracoviensia”, vol. 8, s. 91–101.
- 2006: In the Orient Where the Gracious Light… Satura Orientalis in Honorem Andrzej Pisowicz, red. A. Krasnowolska, K. Maciuszak, B. Mękarska, Kraków 2006, ISBN 83-7188-955-0
- 2007: Średnioperski poemat Drzewo asyryjskie i jego partyjska geneza, Kraków: Księgarnia Akademicka, ISBN 978-83-7188-969-1.
- 2011: The Mystery of Shamiran: Echoes of the Semiramis Legend in Persian Literature, w: Mediaeval and Modern Iranian Studies, Proceedings of the 6th European Conference of Iranian Studies (Vienna, 2007), Studia Iranica Cahiera 45, ed. M. Szuppe, A. Krasnowolska, C. V. Pedersen, Paris, s. 81–93.
- 2013: Persian Lexicography in South Asia, w: Islamicate Traditions in South Asia. Themes from Culture and History, ed. A.Kuczkiewicz-Fraś, New Delhi: Manohar, s. 339–368.
- 2014: Irańskie nomina agentis z sufiksem -tar, Kraków: Księgarnia Akademicka, ISBN 978-83-7638-457-3.
- 2014: Thus does not speak Zarathustra. On Polish translations of the Avesta, „Rocznik Orientalistyczny”, t. LXVII, z. 2, s. 125–136.
- 2014: Historyczna wizyta Amanullaha Chana króla Afganistanu w Europie (1927-1928), Kraków: Księgarnia Akademicka 2014, ISBN 978-83-7638-532-7.
- 2015: English loanwords in New Persian, „Folia Orientalia”, vol. LII, 2015, s. 282–292.
- 2016: Franciszek Machalski. Z ziemi perskiej do Polski. Wybór tekstów, wstęp i opracowanie Kinga Paraskiewicz i Krzysztof Paraskiewicz, Kraków Księgarnia Akademicka, ISBN 978-83-7638-727-7 (wersja papierowa), 978-83-7638-4 (e-book)
- 2016: Amanullahiada – satyra polityczna w dwudziestoleciu międzywojennym na przykładzie tekstów okolicznościowych i relacji prasowych z wizyty króla Afganistanu Amanullaha Chana w Warszawie w 1928 roku, w: Komizm Historyczny, tom 8, red. T. Korpysz, A. Krasowska, Prace Językoznawcze IFP UKSW, ISBN 978-83-8090-032-5, Warszawa 2016, s. 173–189.
- 2017: In serach of giaour. Notes on the New Persian gabr ‘a zoroastrian; infidel’, w: Essays in the History of Languages and Linguistics. Dedicated to Marek Stachowski on the occasion of his 60th birthday. Edited by M. Németh, B. Podolak, M. Urban. Kraków 2017, s. 473–481. ISBN 978-83-7638-861-8.
- 2020: On Turkish loanwords of Persian origin in the Polish language, [w:] A Turquoise Coronet: studies in Persian langauge and literature in honour of Paola Orsati, red. M. Ashtiany, M. Maggi, seria: “Beiträge zur Iranistik”, t. 45, Dr. Ludwig Reichert Verlag, Wiesbaden, 2020, s. 217-224. ISSN 0175-5447.
- 2020: Persian dishes in the 13th century Kitāb al-ṭabīkh by al-Baghdādī, [w:] Oriental languages and civilizations, red. B. Michalak-Pikulska, M. Piela, T. Majtczak, Kraków: Wydawnictwo UJ, 2020, s. 173-189. ISBN 978-83-233-4866-5
- 2021: O perskim oku i o tym, co naprawdę jest perskie w polskich konstrukcjach frazeologicznych, „Język Polski. Pismo Towarzystwa Miłośników Języka Polskiego” Marzec 2021, CI 1, s. 58-69. https://doi.org/10.31286/JP.101.1.5
- Nartyjskie opowieści potomków Sarmatów z Osetii, Kinga Paraskiewicz, Andrzej Pisowicz (oprac.), Ksiegarnia Akademicka Publishing, 2023, DOI: 10.12797/9788381388849, ISBN 978-83-8138-884-9. Brak numerów stron w książce
- 2024: Kinga Paraskiewicz, Dialekty Buchary w świetle europejskich XVIII- i XIX-wiecznych źródeł leksykograficznych, Ksiegarnia Akademicka Publishing, 2024, DOI: 10.12797/9788383680750, ISBN 978-83-8368-075-0. Brak numerów stron w książce